# Акимчицы
Акимчицы (укр. Якимчиці) — село в Комарновской городской общине Львовского района Львовской области Украины.
Население по переписи 2001 года составляло 180 человек. Занимает площадь 0,923 км². Почтовый индекс — 81564. Телефонный код — 3231.